# Cantonul Terrasson-Lavilledieu
Cantonul Terrasson-Lavilledieu este un canton din arondismentul Sarlat-la-Canéda, departamentul Dordogne, regiunea Aquitania, Franța.

## Comune
- La Bachellerie
- Beauregard-de-Terrasson
- La Cassagne
- Châtres
- Chavagnac
- Coly
- Condat-sur-Vézère
- La Dornac
- La Feuillade
- Grèzes
- Le Lardin-Saint-Lazare
- Pazayac
- Peyrignac
- Saint-Rabier
- Terrasson-Lavilledieu (reședință)
- Villac